# Valor relativo de las piezas de ajedrez
En ajedrez, el valor relativo de las piezas es un sistema de cuantificación que se les otorga a las piezas para determinar la fuerza de cada pieza de manera estándar, y para que matemáticamente se pueda calcular la pérdida o ganancia del material durante el juego, así como el valor estratégico de las piezas. No tiene un papel formal en el juego, pero es útil para los jugadores y también se utiliza en el ajedrez por computadora para ayudar a los programas de ajedrez a evaluar las posiciones.

## Valoración estándar
A pesar de que existe un gran debate sobre el valor que deben tener las piezas, como norma general se toma al peón como unidad, y a partir de este, surge una evaluación en «puntos», que equivalen cada uno a un peón. Los valores generalmente aceptados por la mayoría de jugadores son:
| Símbolo |      |         |       |       |      |
| Pieza   | Peón | Caballo | Alfil | Torre | Dama |
| Valor   | 1    | 3       | 3     | 5     | 9    |

De acuerdo con las puntuaciones, el caballo y el alfil se consideran piezas menores o ligeras, y la torre y la dama, piezas mayores o pesadas. La diferencia entre una pieza menor y una mayor se conoce como calidad. Así, si un bando tiene una torre mientras que el contrario tiene un alfil o caballo, se dice que el bando fuerte tiene «una calidad de ventaja» y si un jugador cambia una de sus torres por un alfil o caballo, se dice que «sacrifica la calidad». Se entiende en general por sacrificio la entrega voluntaria de material, en general para obtener otras compensaciones, como un fuerte ataque al rey.

### Historia
La fuente más antigua de los valores estándar se debe a la Escuela Modenesa (Ercole del Río, Giambattista Lolli y Doménico Ponziani) en el siglo XVIII y se basa parcialmente en la obra anterior de Pietro Carrera de 1617. El valor del rey no está definido, ya que no se puede capturar, y mucho menos intercambiar, durante el transcurso del juego. Los motores de ajedrez generalmente asignan al rey un valor arbitrario grande, como doscientos puntos o más, para indicar que la inevitable pérdida del rey debido al jaque mate prevalece sobre todas las demás consideraciones. En el final de la partida, el valor de lucha del rey es de unos cuatro puntos, según Lasker. En el final, un rey es más poderoso que una pieza menor pero menos poderoso que una torre. El rey es bueno para atacar y defender piezas y peones cercanos. Es mejor para defender tales piezas que el caballo, y es mejor para atacarlas que el alfil.
Este sistema tiene algunas deficiencias. Las combinaciones de piezas no siempre son iguales a la suma de sus partes; por ejemplo, dos alfiles suelen valer un poco más que un alfil más un caballo, y tres piezas menores (nueve puntos) suelen ser un poco más fuertes que dos torres (diez puntos) o una dama (nueve puntos),

## Valoraciones alternativas
Aunque el sistema anterior es el más utilizado, se han propuesto muchos otros sistemas de valoración de piezas. A continuación se presenta un resumen de sistemas anteriores y otros propuestos actualmente:
|      |       |       |       |      | Fuente                                      | Fecha                 | Comentarios |
| ---- | ----- | ----- | ----- | ---- | ------------------------------------------- | --------------------- | --- |
| 3.05 | 3.50  | 5.48  | 9.94  |      | Philidor                                    | 1817                  | también dada por Staunton en 1847 |
| 3    | 3     | 5     | 10    |      | Peter Pratt                                 | Inicios del siglo XIX | [ 12 ] |
| 3.5  | 3.5   | 5.7   | 10.3  |      | Bilguer                                     | 1843                  | (redondeado) |
| 2.83 | 2.83  | 4     | 7.83  | 3.33 | Lasker                                      | 1904                  | Tomado de su Curso de Ajedrez, originalmente empieza dando al peón un valor de 6, y a las demás piezas 17, 17, 24, 47 y 20 respectivamente. Indica además que Wilhelm Steinitz, aceptando las ideas de Staunton y del barón von Heydebrand und der Lasa, da al rey un valor aproximado de 3.32. |
| 3    | 3     | 5     | 9–10  | 4    | Lasker                                      | 1934                  | [ 15 ] |
| 3½   | 3½    | 5½    | 10    |      | Euwe                                        | 1944                  | [ 16 ] |
| 3½   | 3½    | 5     | 8½    | 4    | Lasker                                      | 1947                  | (redondeado) Las torres y alfiles del flanco del rey se valoran más que los del flanco de dama. |
| 3    | 3+    | 5     | 9     |      | Horowitz                                    | 1951                  | El alfil vale «3 más una fracción» |
| 3½   | 3½–3¾ | 5     | 10    | 4    | Evans                                       | 1958                  | El alfil vale 3¾ si está en la pareja de alfiles |
| 3½   | 3½    | 5     | 9½    |      | Styeklov (programa soviético de ajedrez)    | 1961                  | [ 23 ] [ 4 ] |
| 3    | 3¼    | 5     | 9     |      | Fischer                                     | 1972                  | [ 24 ] |
| 3    | 3     | 4½    | 8½    |      | Comité Europeo de Ajedrez Informático, Euwe | 1970s                 | [ 25 ] |
| 3    | 3.15  | 4½    | 9     |      | Garry Kasparov                              | 1986                  | [ 26 ] |
| 3    | 3     | 5     | 9–10  |      | Enciclopedia soviética de ajedrez           | 1990                  | Una dama es igual a tres piezas menores o dos torres |
| 3.20 | 3.33  | 5.10  | 8.80  |      | Berliner                                    | 1999                  | además de ajustes para la apertura de la posición, filas y columnas |
| 3¼   | 3¼    | 5     | 9¾    |      | Kaufman                                     | 1999                  | Añade ½ puntos para la pareja de alfiles |
| 3½   | 3½    | 5¼    | 10    |      | Kaufman                                     | 2011                  | Añade ½ puntos para la pareja de alfiles en la evaluación del medio juego |
| 3½   | 3½    | 5     | 9     |      | Kurzdorfer                                  | 2003                  | [ 30 ] |
| 4.16 | 4.41  | 6.625 | 12.92 |      | Stockfish                                   | 2018                  | referencia en GitHub: |
| 3.05 | 3.33  | 5.63  | 9.5   |      | AlphaZero                                   | 2020                  | referencia en archivo de la Universidad de Cornell: |

### Sistema de Hans Berliner
El campeón mundial de ajedrez postal Hans Berliner da los siguientes valores, basado en su experiencia y trabajo con computadoras:
| Símbolo |      |         |       |       |      |
| Pieza   | Peón | Caballo | Alfil | Torre | Dama |
| Valor   | 1    | 3.2     | 3.33  | 5.1   | 8.8  |

|       |       |       |       |       |       |       |       |       |  |
|       | a8 __ | b8 __ | c8 __ | d8 __ | e8 __ | f8 __ | g8 __ | h8 __ |  |
| a7 __ | b7 pd | c7 __ | d7 __ | e7 __ | f7 __ | g7 __ | h7 __ |       |  |
| a6 pd | b6 __ | c6 __ | d6 __ | e6 pd | f6 pd | g6 __ | h6 pd |       |  |
| a5 __ | b5 __ | c5 __ | d5 __ | e5 __ | f5 __ | g5 __ | h5 __ |       |  |
| a4 __ | b4 __ | c4 __ | d4 __ | e4 __ | f4 __ | g4 __ | h4 __ |       |  |
| a3 __ | b3 pl | c3 pl | d3 __ | e3 __ | f3 pl | g3 __ | h3 pl |       |  |
| a2 __ | b2 pl | c2 __ | d2 __ | e2 __ | f2 pl | g2 __ | h2 pl |       |  |
| a1 __ | b1 __ | c1 __ | d1 __ | e1 __ | f1 __ | g1 __ | h1 __ |       |  |
|       |       |       |       |       |       |       |       |       |  |

Hay ajustes para la fila y la columna de un peón y ajustes para las piezas en función de si la posición está abierta o cerrada. Los alfiles, torres y damas ganan hasta un 10 por ciento más de valor en posiciones abiertas y pierden hasta un 20 por ciento en posiciones cerradas. Los caballos ganan hasta un 50 por ciento en posiciones cerradas y pierden hasta un 30 por ciento en las esquinas y bordes del tablero. El valor de un buen alfil (aquel que no está bloqueado por peones) puede ser al menos un 10 por ciento más alto que el de un mal alfil.
Hay diferentes tipos de peones doblados (ver diagrama). Los peones doblados de las blancas en la columna b son la mejor situación en el diagrama, ya que avanzar los peones e intercambiarlos puede desdoblarlos y hacerlos móviles. El peón b duplicado vale 0.75 puntos. Si el peón negro en a6 estuviera en c6, no sería posible disolver el peón doblado, y valdría solo 0.5 puntos. El peón doblado en f2 vale aproximadamente 0.5 puntos. El segundo peón blanco de la columna h vale solo 0.33 puntos, y los peones adicionales en la columna valdrían solo 0.2 puntos.
| Fila | Aislado | Conectado | Pasado | Pasado y conectado |
| ---- | ------- | --------- | ------ | ------------------ |
| 4    | 1.05    | 1.15      | 1.30   | 1.55               |
| 5    | 1.30    | 1.35      | 1.55   | 2.3                |
| 6    | 2.1     | —         | —      | 3.5                |

| Fila | a y h | b y g | c y f | d y e |
| ---- | ----- | ----- | ----- | ----- |
| 2    | 0.90  | 0.95  | 1.05  | 1.10  |
| 3    | 0.90  | 0.95  | 1.05  | 1.15  |
| 4    | 0.90  | 0.95  | 1.10  | 1.20  |
| 5    | 0.97  | 1.03  | 1.17  | 1.27  |
| 6    | 1.06  | 1.12  | 1.25  | 1.40  |

| Fila | a y h | b y g | c y f | d y e |
| ---- | ----- | ----- | ----- | ----- |
| 2    | 1.20  | 1.05  | 0.95  | 0.90  |
| 3    | 1.20  | 1.05  | 0.95  | 0.90  |
| 4    | 1.25  | 1.10  | 1.00  | 0.95  |
| 5    | 1.33  | 1.17  | 1.07  | 1.00  |
| 6    | 1.45  | 1.29  | 1.16  | 1.05  |

## Fundamentación del valor según la teoría clásica
El valor de las piezas se da de acuerdo con la capacidad ofensiva de las mismas, con su radio de acción en el tablero, y por su agilidad y dinamismo.
- Rey: Por su movilidad, es posible asignarle un valor de cuatro,[cita requerida], aunque esto depende de las circunstancias del juego. Por ejemplo, si hay muchas piezas, el rey vale muy poco, en esencia, cero puntos como pieza atacante, y poco más como pieza defensiva, pues no puede usarse con soltura sin riesgo de sufrir jaque mate. Al disminuir el número de piezas, y especialmente al desaparecer las damas, su capacidad de participar activamente en el juego rápidamente aumenta, y por ello su valor es cada vez mayor, haciéndose claramente superior a un caballo o un alfil.

- Dama: La dama domina veintisiete casillas desde el centro del tablero y veintiuna desde una esquina, por lo que su radio de acción es mucho mayor. Por esto, su valor será superior.

- Torre: En cualquier escaque en que se ubique la torre, su acción de dominación es de catorce casillas, la segunda más alta, por lo que su superioridad jerárquica está justo después de la dama.

- Alfil: De acuerdo con su posición en el tablero, el alfil puede dominar siete, nueve, once o trece casillas. Debido a su limitación (actuar sobre diagonales de un solo color), solo dispone de treinta y dos de las sesenta y cuatro casillas para actuar, lo que ligeramente le da una ventaja sobre el caballo, además de las circunstancias a las que está sometido durante el juego.

- Caballo: A diferencia del alfil, su acción de dominación es de dos a ocho casillas solamente, pero tiene la capacidad de «saltar» por sobre las demás piezas, además de que tiene la facultad de atacar siempre cuadros de distinto color. Su movilidad en el tablero es de una casilla de color opuesto al que estaba, hace que su limitación en la dominación de casillas sea compensada por su agilidad y oscilación en el tablero.

- Peón: Solo puede dominar hasta un número de cuatro casillas, y esto solo en su posición inicial, y a pesar de que su fuerza aumenta a medida que avanza en el tablero, sobre todo en las filas sexta y séptima hasta coronar en la octava fila, ofrece demasiadas desventajas, como su incapacidad de retroceder, por lo que su avance siempre dejará casillas débiles, lo que hace que su valor sea mucho más pequeño que el de las demás piezas.

### Consideraciones en el valor relativo de las piezas

#### Contraposición alfil y caballo
La diferencia más notable entre las dos clasificaciones es el valor relativo mayor del alfil respecto al caballo. En general, se considera que el alfil es ligeramente superior al caballo en la mayoría de posiciones, siendo la excepción aquellas posiciones en las que los peones están inmovilizados unos frente a otros, especialmente en el centro del tablero («posiciones cerradas»), en las que hay pocas diagonales libres para los alfiles. Esto lleva a una peculiar definición, que es la de «alfil malo», o «peón gordo», debido a su escasa movilidad que hacen parecer que fuera un peón. Un alfil es malo si el bando que lo posee tiene muchos peones fijados en casillas del color por donde ese alfil se mueve. Es «malo» porque su movilidad se ve así muy reducida. Hay muchas posiciones en las que un caballo es muy superior a un alfil malo y esa diferencia puede ser suficiente para ganar la partida.
Una consideración relevante también en la comparación alfil-caballo, es que dos alfiles suelen ser claramente superiores a dos caballos o alfil y caballo en la mayoría de casos. La presencia de los dos alfiles juntos, que permite cubrir tanto las casillas blancas como las negras, potencia su acción. En una evaluación numérica, tener dos alfiles frente a dos caballos, o alfil y caballo, es más o menos equivalente a una ventaja entre medio y un peón si la posición está razonablemente abierta y los alfiles pueden actuar. Puede ser incluso más si esos alfiles pueden ocupar diagonales en donde sean muy activos en ataque o defensa. El primer jugador que puso de manifiesto el notable poder de los dos alfiles para dominar dos caballos o un alfil y un caballo fue el primer campeón mundial, Wilhelm Steinitz.[cita requerida] Desde entonces, casi con unanimidad, los jugadores más fuertes han preferido siempre el alfil al caballo y todos han sabido utilizar con maestría la ventaja de los dos alfiles.

#### Coronación del peón
Otra consideración es que, gracias a la posibilidad de coronarlo, un peón gana valor a medida que avanza, siempre y cuando esté bien defendido y no tenga otros peones que obstruyan su avance. En la práctica, cuando hay muchas piezas en el tablero, una pieza menor (alfil o caballo) suele ser superior a tres peones. Sin embargo, cuando la posición va simplificándose por cambio de piezas, los peones cada vez son más fuertes y pueden fácilmente ser preferibles a una pieza menor. De hecho, incluso dos peones pueden resultar más fuertes en un final de partida que un caballo, un alfil o, en ocasiones, incluso una torre, si están suficientemente avanzados.

#### Torre y peón, por alfil y caballo/alfil y alfil/caballo y caballo
Normalmente se da que dos piezas menores, como un alfil y un caballo compensan a una torre, y más junto con un peón. Pero todo ello dependerá de las circunstancias de la posición. Un cálculo simple de equilibrio material puede solucionarlo todo, pero no siempre será así. Grau se adelanta al ilustrar con un ejemplo que un alfil y un caballo más un peón, son claramente superiores.
|       |       |       |       |       |       |       |       |    |  |
|       | a8 rd | b8    | c8    | d8    | e8    | f8 rd | g8 kd | h8 |  |
| a7 pd | b7 pd | c7 qd | d7 nd | e7    | f7 pd | g7 pd | h7 pd |    |  |
| a6    | b6    | c6    | d6    | e6 pd | f6 bd | g6    | h6    |    |  |
| a5    | b5    | c5    | d5    | e5 nl | f5    | g5    | h5    |    |  |
| a4    | b4    | c4 pl | d4 pd | e4 rl | f4    | g4    | h4    |    |  |
| a3    | b3 pl | c3    | d3    | e3 ql | f3    | g3    | h3    |    |  |
| a2 pl | b2 bl | c2    | d2    | e2    | f2 pl | g2 pl | h2 pl |    |  |
| a1    | b1    | c1    | d1    | e1    | f1 rl | g1 kl | h1    |    |  |
|       |       |       |       |       |       |       |       |    |  |

Como ejemplo tenemos una posición de la partida Capablanca-Villegas, de 1914. Capablanca inicia un cálculo sencillo en donde pretende ganar material, y así, la partida. A pesar de que Villegas se da cuenta del 'truco', el cálculo de Capablanca es absolutamente correcto. En la partida jugó: 18.Cxd7!, y Villegas contestó con 18...Dxd7!, pues si 18...dxe3 sigue 19.Cxf6+ Rh8 (19... gxf6 20.Tg4+ Rh8 21.Axf6#) 20.Th4 amenazando jaque mate directamente, lo que obligaría a Villegas a jugar h6 y luego de 21. Txh6+! gxh6 las blancas ganan el final después de 22.Ce8+ seguido de la toma en c7. En este caso, el caballo y el alfil son claramente superiores a una de las torres del negro, y mucho más por la gran actividad del alfil blanco. El cálculo simple y la valoración por parte de Capablanca hizo ver que si el negro tomaba en e3 él recuperaría su dama, además de quedar mejor en el final.

## Valor posicional
El sacrificio de un peón o de una pieza es un arma en manos de jugadores expertos, y, de hecho, es una de las facetas del juego que diferencian más en calidad a los jugadores. Por ejemplo, algunos jugadores de la élite, como los campeones del mundo Mikhail Tal y Garry Kasparov, se hicieron famosos desde muy jóvenes por su extraordinaria capacidad de sacrificar material (un peón, calidad, incluso una pieza menor) para obtener la iniciativa o un ataque directo contra el rey.[cita requerida] Por otra parte, otro campeón del mundo, Tigran Petrosian, se hizo famoso, entre otras razones, por su peculiar capacidad de entregar una calidad de forma defensiva, a fin de generar posiciones en las que el atacante no pudiera progresar. De hecho, fuertes jugadores de la escuela soviética de ajedrez (y luego de los países derivados de la URSS) se han caracterizado por evaluar una torre más como el equivalente a alfil + peón o incluso caballo + peón, en lugar de alfil + dos peones o caballo + dos peones, lo que les lleva a sacrificar la calidad con mayor frecuencia y en posiciones menos obvias que la mayor parte de los jugadores.
Esta situación es la que se denomina también valor estratégico; es decir, valorar las piezas según la posición del tablero, las debilidades del oponente y las ventajas posicionales de cada uno, además de las posibilidades de dar jaque mate, compensar el material perdido por la inactividad de otra pieza enemiga (por ejemplo, sacrificar una torre, pero que la torre enemiga quede sin movimientos), entre muchas otras. Toda esta consideración lleva a lo que se llama sacrificio de material, que da oportunidades de obtener una gran ventaja de ataque o de defensa.
Todo esto indica que el equilibrio entre el valor material de las piezas y otros factores (ganar jugadas, atacar, llevar la iniciativa) es muy delicado. Es normal que un jugador que está recién aprendiendo o no tenga aún las nociones de juego posicional o sacrificio de calidad, valore más una pieza numéricamente que posicionalmente, o tomando en consideración otros factores, como sí lo haría un Gran Maestro Internacional de ajedrez o alguien de un nivel más avanzado.

## Evaluar la ventaja material
Grau señala una fórmula general para evaluar la ventaja material obtenida tras una serie de cambios, o algún sacrificio. Esta fórmula está en función de la fuerza de las piezas, no en la consideración posicional de la partida.
{\displaystyle \displaystyle VR={\cfrac {VM}{F}},}
siendo VR la Ventaja Real del jugador; VM la Ventaja Material y F (fuerza) la totalidad de las piezas del bando que lleva ventaja. Un ejemplo para ilustrar aquello puede ser tomada de una posición cualquiera.
|       |       |    |    |       |       |       |       |    |  |
|       | a8    | b8 | c8 | d8    | e8    | f8    | g8 kd | h8 |  |
| a7    | b7    | c7 | d7 | e7    | f7 pd | g7    | h7    |    |  |
| a6    | b6    | c6 | d6 | e6 bd | f6 nd | g6 pd | h6    |    |  |
| a5    | b5 pd | c5 | d5 | e5    | f5    | g5    | h5    |    |  |
| a4 nd | b4    | c4 | d4 | e4    | f4    | g4    | h4    |    |  |
| a3    | b3    | c3 | d3 | e3    | f3    | g3 pl | h3 pl |    |  |
| a2    | b2    | c2 | d2 | e2 ql | f2 pl | g2    | h2    |    |  |
| a1    | b1    | c1 | d1 | e1    | f1 rl | g1 kl | h1    |    |  |
|       |       |    |    |       |       |       |       |    |  |

Aquí el blanco tiene una torre de ventaja, ya que los dos caballos y el alfil compensan la dama perdida, tal como lo demuestra Grau:
Una Torre= 5.5 puntos. Por tanto, la VM del blanco es de 5.5, mientras que F, la fuerza total de las piezas, es igual a 4 puntos (Rey) + 10 (Dama) + 5.5 (Torre) + 3 (los 3 peones) = 22.5.
Así:
{\displaystyle \displaystyle VR={\cfrac {5.5}{22.5}}=0.24}
Matemáticamente, se puede deducir que una ventaja material aumenta como ventaja real en razón inversa a la cantidad de fuerzas existentes. Esto es lo que se conoce como la teoría de la simplificación de José Raúl Capablanca[cita requerida].